# Kung-kung
Kung-kung (Gonggong) a víz istene az ókori kínai mitológiában, aki egyszer dühében fejét nekicsapta az eget tartó hegybe, amitől az egyik oldala leszakadt. Gonosz szellemként megpróbálta akadályozni Jü (Yu)t abban a feladatában hogy sikerrel elvégezze az özönvíz megfékezését.

## Neve
Kung-kung (Gonggong) nevét, melynek jelentése: „közös munka” a késői hagyomány, egyfajta utólagos interpretációval tisztségnévként azonosítja.

## Alakja, legendái
Egyes források Kung-kung (Gonggong)ot olyan gonosz szellemként képzelték el, akinek kígyóteste, emberarca és vörös haja volt.
Sokszor a lázadó hős szerepében jelenik meg, a Hegyek és vizek könyvében például rátámadt apjára, Csu-zsung (Zhurong)ra, aki a tűz szelleme volt, majd pedig vereséget szenvedett. Ekkor elkeseredett dühében fejét beleverte a Pu-csou-san (Buzhoushan) 不周山 -hegybe, amely az eget tartó nyolc oszlop egyike. A hatalmas erejű ütéstől beszakadt a föld egyik oldala, az égbolt egy része pedig lebillent. Az megsérült égboltot majd Nü-va (Nüwa) javította meg ötszínű olvasztott kövek segítségével.
Egy, feltételezhetően későbbi legendaváltozat szerint Kung-kung (Gonggong) Csuan-hszü (Zhuanxu) uralkodóval harcolt, vagy azon mesterkedett, hogy megakadályozza Jü (Yu)t az árvizek megfékezésében.
Még későbbi forrásokban Kung-kung (Gonggong) már historizált figuraként, gonosz főhivatalnok formájában jelenik meg, aki például Sun (Shun) ellen lázad fel, és szít fegyveres harcot.
Néhány forrás tudni véli, hogy Kung-kung (Gonggong)nak segítő társai is akadtak, például a kilenc emberfejet viselő, kígyótestű, kegyetlenségéről és mohóságáról híres Hsziang-liu (Xiangliu) 相柳, valamint a gonosz Fulu, aki halála után medvévé változott.
Kung-kung (Gonggong)nak állítólag két fia is volt, az egyik, akinek a neve nem maradt fenn, halála után gonosz démonná változott, a másik, Hsziu (Xiu) azonban jóságos volt.